# Thunbergia rufescens
Thunbergia rufescens är en akantusväxtart som beskrevs av Gustav Lindau. Thunbergia rufescens ingår i släktet thunbergior, och familjen akantusväxter. Inga underarter finns listade i Catalogue of Life.